# Anne Spencer (1683-1716)
 (juin 2022).
Si vous disposez d'ouvrages ou d'articles de référence ou si vous connaissez des sites web de qualité traitant du thème abordé ici, merci de compléter l'article en donnant les références utiles à sa vérifiabilité et en les liant à la section « Notes et références ».
Pour les articles homonymes, voir Anne Spencer et Spencer.
Anne Churchill (27 février 1683 – 15 avril 1716) est la seconde fille de John Churchill, 1er duc de Marlborough et de Sarah Churchill. Parmi ses descendants, on trouve Diana Spencer (par son fils John).
De 1702 à 1712, elle devient Lady of the Bedchamber de la reine Anne de Grande-Bretagne.
Par son mariage, lady Anne Churchill devient comtesse de Sunderland. Il ne faut pas la confondre avec sa belle-mère, Anne Digby, également appelée Anne Spencer, comtesse de Sunderland.
Le titre de duc de Marlborough passe directement de sa sœur aînée Henrietta à son fils Charles.
Elle meurt à l'âge de 33 ans et est enterrée le 24 avril 1716 à Brington, dans le Northamptonshire.

## Mariage et descendance
Elle se marie le 2 janvier 1700 avec Charles Spencer, 3e comte de Sunderland. Ils ont cinq enfants :
- Robert Spencer (4e comte de Sunderland) (24 octobre 1701 – 27 novembre 1729 ;
- Lady Anne Spencer (vers 1702 – 19 février 1769), mariée à William Bateman, 1er vicomte Bateman ;
- Charles Spencer (22 novembre 1706 – 20 octobre 1758), 5e comte de Sunderland puis 3e duc de Marlborough ;
- John Spencer (13 mai 1708 – 19 juin 1746), homme politique britannique, père de John Spencer, 1er comte Spencer ;
- Diana Spencer (vers 1710 – 27 septembre 1735), mariée à John Russell, 4e duc de Bedford.